# Agno (Tesino)
Agno (en alemán Eng) es una comuna suiza del cantón del Tesino, situada en el distrito de Lugano, círculo de Agno. Limita al oeste y norte con la comuna de Bioggio, al este con Muzzano, al sureste con Collina d'Oro, al sur con Magliaso y Neggio, y al suroeste con Vernate.
El aeropuerto de Lugano se encuentra en territorio municipal de Agno.